# ألفريدو بورزيو
ألفريدو بورزيو (بالإسبانية: Alfredo Porzio)‏ (31 أغسطس 1900 – 14 سبتمبر 1976) هو ملاكم أرجنتيني راحل، مثّل بلاده في الألعاب الأولمبية الصيفية 1924.

## روابط خارجية
- ألفريدو بورزيو على موقع IMDb (الإنجليزية)

ألفريدو بورزيو على موقع بوكس ريك (الإنجليزية) (registration required)
- ألفريدو بورزيو على موقع أوليمبيديا (الإنجليزية)